# Литвинов, Иван Иванович
Иван Иванович Литвинов (16 сентября 1925 год, Уманцево, Сарпинский район, Калмыцкая автономная область, РСФСР, СССР — 1996) — директор совхоза, Герой Социалистического Труда (1973). Депутат Верховного Совета СССР 7 и 9 созывов. Депутат Верховного Совета Калмыцкой АССР.

## Биография
Родился в 1925 году в селе Уманцево Сарпинского района Калмыцкой автономной области. С 1939 года после окончания семилетней школы работал счетоводом в колхозе в деревне Кануково. Участвовал в Великой Отечественной войне. В 1943 году ушёл на фронт. Служил до 1950 года. Возвратился в Калмыкию в 1950 году и продолжил трудовую деятельность в Сарпинском районе. В 1958 году был назначен заместителем директора по хозяйственной части совхоза «Степной». В 1959 году вступил в КПСС.
В 1960 году был назначен директором совхоза «Степной». Вывел совхоз в передовое сельскохозяйственное предприятие Сарпинского района. Задания Восьмой пятилетки совхоз выполнил досрочно, за что в 1971 году был награждён Орденом Трудового Красного Знамени.
Совхоз «Степной» под руководством Ивана Литвинова в сложных климатических условиях три года подряд перевыполнял план по всем показателям. За 11 пятилетку совхоз выполнил 8 годовых заданий по продаже зерна, 6 годовых заданий по мясу и шерсти и 7 годовых заданий по получению приплода крупного рогатого скота. За выдающиеся достижения в сельском хозяйстве был удостоен в 1973 году звания Героя Социалистического Труда.
Сочинения
- Степновский характер// В созвездии равных и братских, Элиста, Калмыцкое книжное издательство, 1982, стр. 133—146

## Память
- В Элисте на Аллее героев установлен барельеф Ивана Литвинова.

## Награды
- Герой Социалистического Труда — указом Президиума Верховного Совета СССР от 7 декабря 1973 года;
- Орден Ленина (1973);
- Орден Трудового Красного Знамени.
- Орден Октябрьской Революции;
- Медаль «За боевые заслуги»;
- Медаль «За освобождение Варшавы»;
- Медаль «За победу над Германией в Великой Отечественной войне 1941—1945 гг.»